# Csánki Dezső
Csánki Dezső (Füzesgyarmat, 1857. május 18. – Budapest, 1933. április 29.) történész, levéltáros, történeti topográfus, művelődéspolitikus, vallás- és közoktatásügyi címzetes államtitkár, a Magyar Tudományos Akadémia levelező (1891), majd rendes tagja (1900); Csánky Dénes festő apja.

## Élete
Apja, Csánki Benő füzesgyarmati református lelkész volt, anyja Bergmann Emília. Az alsó gimnáziumi osztályokat a Debreceni Református Kollégiumban végezte, a hatodik évfolyamtól kezdve Késmárkon tanult. 1875-ben a Budapesti Tudományegyetem bölcseleti karára, a történelmi és földrajzi szakokra iratkozott be. 1879-ben a tanári vizsgát, a bölcsészettudományi szigorlatot pedig 1880-ban tette le.
1881-ben ideiglenes alkalmazásban a Magyar Nemzeti Múzeum könyvtárához került, de még ugyanezen év júniusában a Magyar Országos Levéltárhoz nevezték ki gyakornokká, 1882-ben tisztté, 1886-ban pedig fogalmazóvá. A Magyar Tudományos Akadémia 1891. május 8-án választotta levelező, 1900-ban rendes, 1925-ben pedig igazgató tagjává. A Magyar Történelmi Társulat és a Magyar Heraldikai és Genealógiai Társulat igazgató-választmányának, valamint a lengyel–magyar kapcsolatok ápolását célul tűző, elsősorban irodalommal foglalkozó Magyar Mickiewicz Társaságnak is tagja volt. 1915-ben miniszteri tanácsosi címet kapott.
1917. október 18-án Budapesten, a II. kerületben házasságot kötött Tomanek Paulina Erzsébettel, Tomanek Adolf és Pelczer Etelke lányával.
1930-ban Corvin-koszorúval tüntették ki.

## Művei
- 1878 Vasárnapi Ujságban

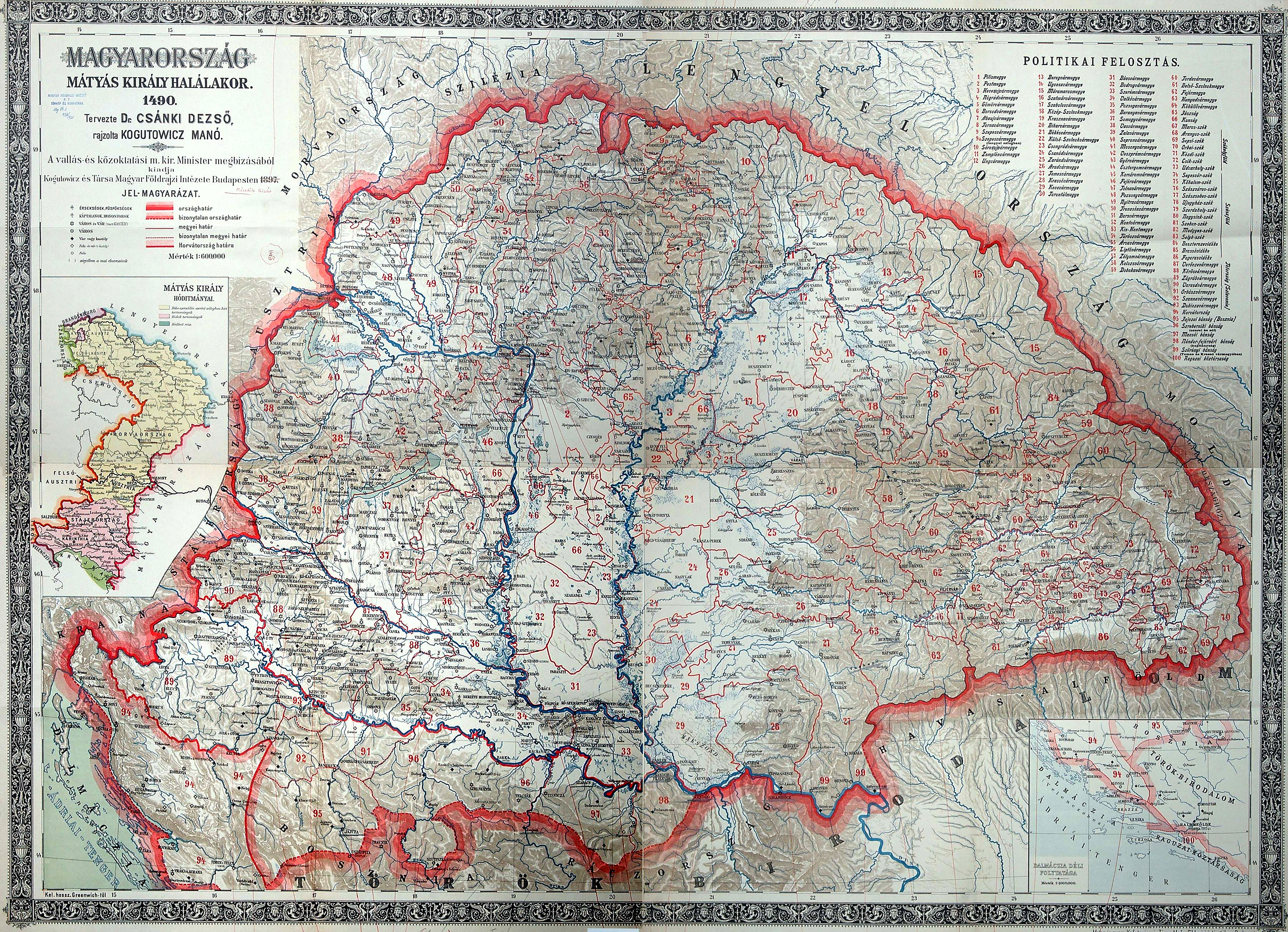
Magyarország térképe Mátyás király halálakor (1490), tervezte: Dr. Csánki Dezső, rajzolta: Kogutowicz Manó

- 1880 Az áradások és hajdani halászatunk, Ország-Világ
- 1880 Hazánk kereskedelmi viszonyai I. Lajos korában. Budapest. (Ism. Századok)
- 1882 Mária Terézia királyné látogatása Magyarországon, Ország-Világ
- 1882 Egy főrangú hölgy utazása Magyarországon a mult század közepén, Ország-Világ
- 1882 Hevesi Bornemissza Benedek gyulai kapitánysága, Békésm. rég. és tört. társ. Évkönyve VIII.
- 1884 I. Mátyás udvara. Budapest. (Koszorúzott pályamű. Előbb a Századokban 1883. Ism. Bud. Hirlap 21. sz. Bud. Szemle XXXVII. 1884)
- 1887 Rajzok Mátyás király korából. Budapest. (Ifjusági Iratok Tára V.)
- 1887 Hunyadmegye és a Hunyadiak, Századok
- 1887 Harminczhat pecsétes oklevél 1511-ből, Turul
- 1889 Máramarosmegye és az oláhság a XV. században, Századok
- 1889 Pogány Miklós czímerlevele, 1447, Békésm. rég. és tört. társ. Évkönyve VIII.
- Hazánk művelődési állapota a vegyes házból való királyok korában, in: Osztrák-magyar Monarchia irásban és képben. Magyarország I.
- 1888 Szabács megvétele, Hadtörténelmi Közlemények 1888
- 1889 Magyar kir. országos levéltár diplomatikai osztályában őrzött pecsétek mutatója. Budapest (hivatalos megbizásra)
- 1890–1913 Magyarország történelmi földrajza a Hunyadiak korában. A m. tud. akadémia megbizásából. I-V. kötet. Budapest. (Hunyadiak kora Magyarországon VI.)[10]
- 1891 A renaissance és Mátyás király, Bud. Szemle
- 1891 Magyarország története a középiskolák alsóbb osztályai, a polgári fiu- és leányiskolák számára. Budapest. (Baróti Lajos tanárral együtt)
- 1893 Körösmegye a XV-ik században
- 1916 Az új magyar és az ún. közös címerekről. Századok L. évf./ 1. szám
- Magyarország vármegyéi és városai: Magyarország monografiája – A magyar korona országai történetének, földrajzi, képzőművészeti, néprajzi, hadügyi és természeti viszonyainak, közművelődési és közgazdasági állapotának encziklopédiája. Szerk. Borovszky Samu – Sziklay János. Budapest: Országos Monográfia Társaság. 1896–1914.   → elektronikus elérhetőség Somogy vármegye, 1914
- 1925 Bars vármegye várai a XIV-XV. században. In: Emlékkönyv dr. gróf Klebelsberg Kúnó negyedszázados kultúrpolitikai működésének emlékére. Budapest.
- "Kedves Lajosom!". Csánki Dezső levelei Thallóczy Lajoshoz, 1879–1916; sajtó alá rend., bev. Reisz T. Csaba; Magyar Történelmi Társulat–MTA BTK TTI, Bp., 2017 (Századok könyvek)

## Mutatók
- Ollé V., Ördög F., Széchenyi M., 2009: Családnévmutató Csánki Dezső történelmi földrajzához = Index of Family Names to Dezső Csánki's Historical Geography. OTKA.
- Ördög F. 2002: Helynévmutató Csánki Dezső történelmi földrajzához. Budapest